# Munich Central Collecting Point
Der Munich Central Collecting Point (CCP), auch Munich Central Art Collecting Point genannt, war die in der Nachkriegszeit von der US-Militärregierung in München eingerichtete zentrale Sammelstelle für aufgefundene Kunstwerke des nationalsozialistischen Kunstraubs für den süddeutschen Raum. Er bestand bis zum September 1949. Weitere bedeutende Collecting Points gab es in Wiesbaden, Offenbach und Marburg.

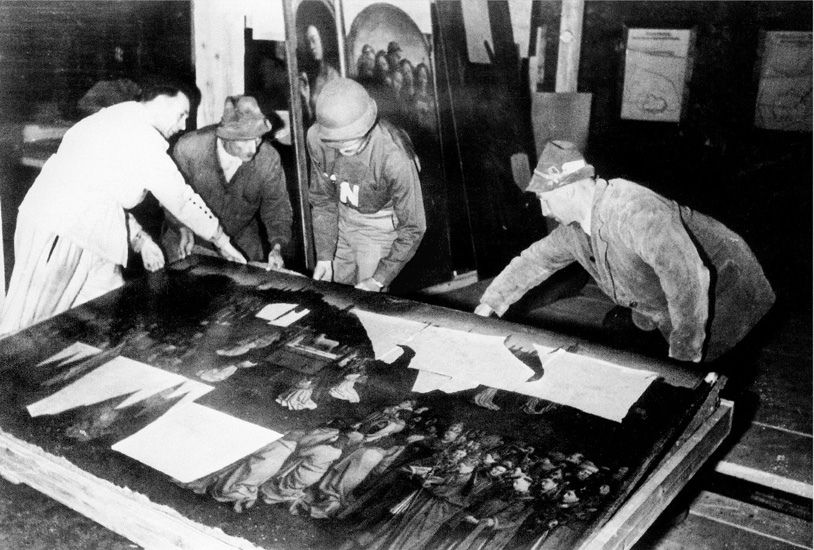
Sichtung des von den Deutschen in Frankreich erbeuteten Genter Altars, Bergungsort Salzbergwerk Altaussee (1945)

## Historische Ausgangslage

### NS-Kunstraub
Vor und während des Zweiten Weltkrieges hatte das „Dritte Reich“ Kunstwerke aus verschiedenen Quellen zusammengerafft. Einerseits kaufte man zu Marktpreisen oder unter Druck und Drohungen Werke für das geplante Führermuseum in Linz, zum zweiten kauften und stahlen einzelne Akteure des Regimes Werke für ihre privaten Sammlungen, darunter insbesondere Hermann Göring. Den dritten Komplex bildete die Raubkunst aus Museen, Sammlungen und von Privatleuten in den durch die Wehrmacht besetzten Staaten und Gebieten. Das Regime führte diese Werke im „Reich“ zusammen, wegen der großen Pläne für die „Führerstadt Linz“ vorwiegend im süddeutschen Raum und vor allem im Münchner „Führerbau“, wo im ersten Stock Räume für eine Sichtung reserviert waren. Im Fortgang des Krieges wurde der Führerbau auch deshalb immer wichtiger, weil er über besonders sichere Luftschutzkeller verfügte, in denen viele Kunstwerke eingelagert wurden. Die Räumlichkeiten reichten aber bei weitem nicht aus, der Umfang des Kunstraubes war zu groß. Als im Februar 1941 aus Paris gemeldet wurde, 25 Eisenbahnwagen voller Kunstwerke seien zur Abfahrt nach München bereit und die Werke seien für die Einlagerung im Führerbau vorgesehen, war das illusorisch, da alle Kapazitäten dort bereits zu diesem Zeitpunkt völlig ausgeschöpft waren. Deshalb wurden neben den Werken aus öffentlichen Museen, Sammlungen, Galerien und Archiven auch die gekauften und geraubten Kunstwerke auf über 1800 so genannte „Bergungslager“ verteilt, die einerseits die Bestände vor Kriegszerstörung in den Städten schützen sollten und zum anderen einfach weitere Lagerräume bereit stellten. Auch diese waren vorwiegend im süddeutschen und österreichischen Raum.

### Alliierte Besetzung Deutschlands
Schon in der Deklaration von London aus dem Jahre 1943 hatten die Alliierten alle deutschen Kunstkäufe in den besetzten Ländern für nichtig erklärt.
Mit Ende des Zweiten Weltkrieges und der alliierten Besetzung Deutschlands wurde die bereits im August 1943 gegründete American Commission for the Protection and Salvage of Artistic and Historic Monuments in War Areas (Amerikanische Kommission zum Schutz und zur Wiedergewinnung von Kunst und historischen Denkmalen in Kriegsgebieten), nach ihrem ersten Vorsitzenden Owen Roberts kurz Roberts Commission genannt, tätig. Ihr aktiver Arm war die Abteilung zum Schutz des Kunstguts Monuments, Fine Arts, and Archives Section. Die dort tätigen Kunstschutzoffiziere wurden als „Monuments Men“ bezeichnet. Ihre Aufgabe war zunächst, Depots und Sammellager von verlagerter Kunst zu ermitteln, anschließend sollte die aus dem ganzen besetzten Europa zusammen geraubte Kunst an ihre rechtmäßigen Eigentümer zurückerstattet werden. Bereits im April 1945 war man überrascht von dem Ausmaß des nationalsozialistischen Kunstraubs. Vorgefunden wurden unter anderem die Bestände des Sonderauftrags Linz, die teils im Führerbau in München zwischengelagert oder zum Schutz vor Kriegsschäden an anderen Orten untergebracht waren. Einen großen Teil der in Frankreich durch den Einsatzstab Reichsleiter Rosenberg (ERR) konfiszierten Bestände fand man im Schloss Neuschwanstein, im Kloster Buxheim sowie im Kloster Herrenchiemsee. Weitere Lager bestanden in den Salzminen von Altaussee und im Salzberg von Bad Ischl. Hinzu kamen aus Schutz vor Kriegszerstörungen aus den deutschen Museumsbeständen in kleinere Ortschaften verlagerte Kunstwerke. Die meisten Depots fand man in der Amerikanischen Besatzungszone. So fanden die Amerikaner im April 1945 im Salzbergwerk im thüringischen Städtchen Merkers Kunstwerke aus den Berliner Sammlungen, unter anderem den Rembrandt zugeschriebenen Mann mit dem Goldhelm oder die Büste der Nofretete, vor.
Nach dem Vorbild der ersten amerikanischen Kunstsammelstelle, dem Marburg Central Collecting Point, richteten die Amerikaner weitere Collecting Points ein: neben München, das aufgrund der großen, in Süddeutschland und Österreich gefundenen Bestände schnell zur größten Einrichtung dieser Art avancierte, auch in Wiesbaden und zunächst in Frankfurt am Main in der Freiherrlich Carl von Rothschild’schen öffentlichen Bibliothek (dem heutigen Jüdischen Museum); letzterer wurde kurze Zeit später aus Platzgründen nach Offenbach am Main in ein leerstehendes Lagerhaus der I.G. Farben verlegt und in Offenbach Archival Depot (OAD) umbenannt. Das OAD war die Hauptsammelstelle der amerikanischen Besatzungsbehörden für wiedergefundene Bestände geraubter jüdischer Bibliotheken, Archive und Ritualgegenstände.

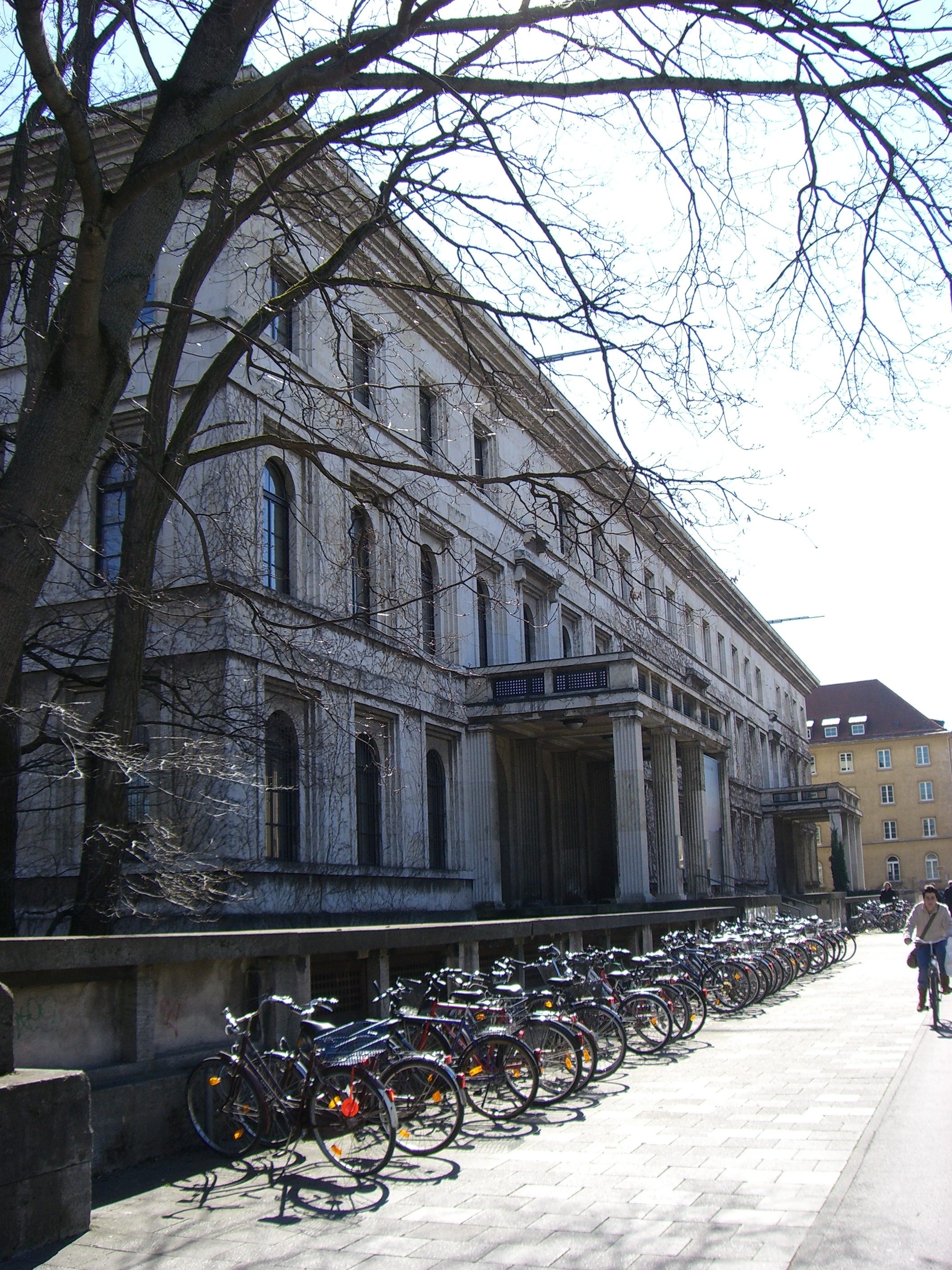
Gallery I des Central Collecting Point, ehemaliger Verwaltungsbau der NSDAP, heute Zentralinstitut für Kunstgeschichte in München.

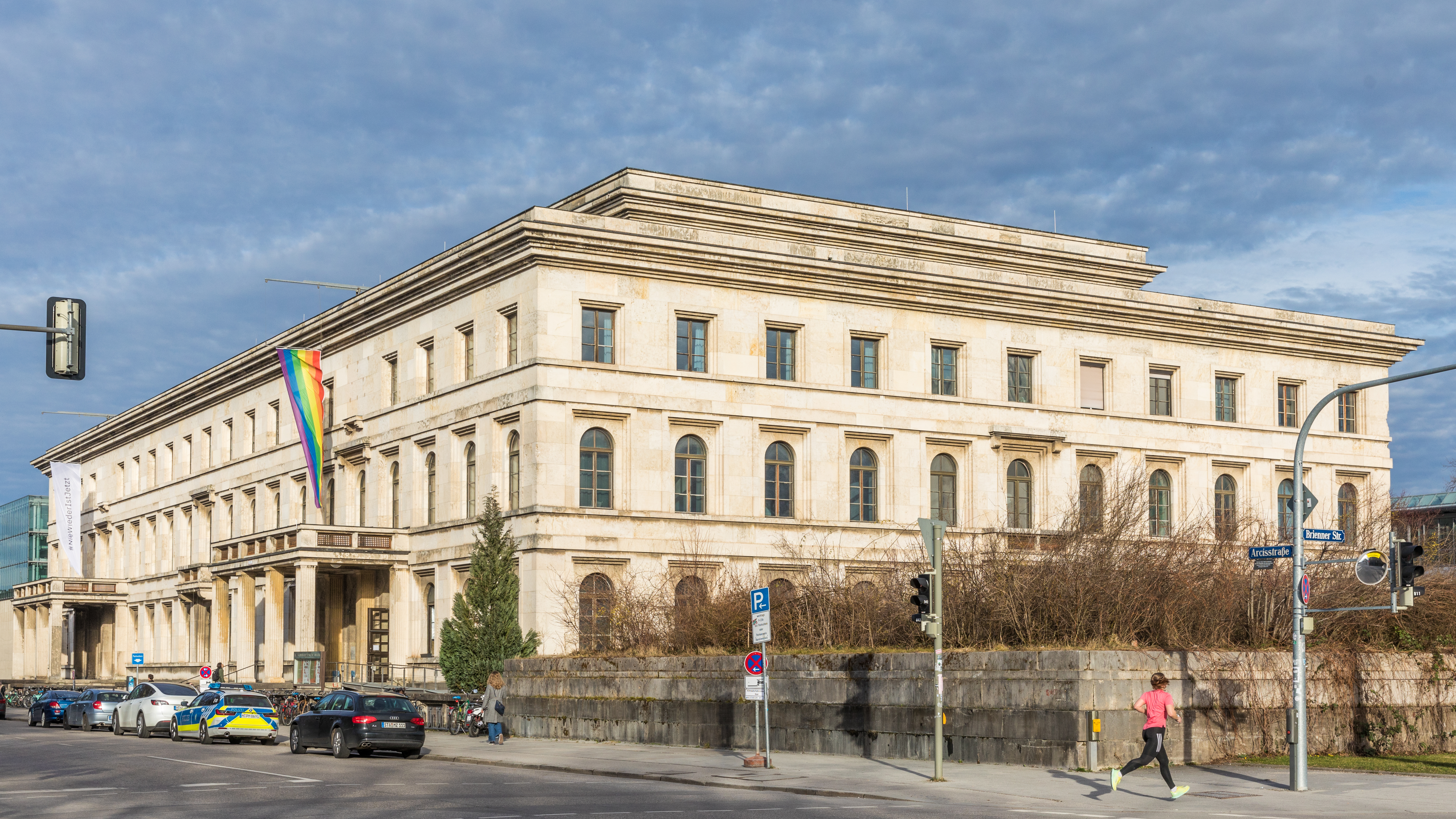
Gallery II des Central Collecting Point, ehemaliger Führerbau, am Königsplatz in München.

### Bergung von Raubkunst
Nach der Übernahme der Regierungsgewalt durch die Amerikaner wurden in einer intern als Arche Noah bezeichneten Aktion die Bergungslager gesucht, gesichtet und die Werke wieder zusammengeführt. Dazu dienten die „Central Collecting Points“; wegen der besonderen Bedeutung des süddeutschen Raums wurde München der wichtigste. 
Im Central Collecting Point in München wurde hauptsächlich Raubkunst zusammengetragen, die die Nationalsozialisten in ganz Europa konfisziert und in das Deutsche Reich verbracht hatten. Dazu dienten als Gallery I der ehemalige Verwaltungsbau der NSDAP, heute Münchner Haus der Kulturinstitute, und als Gallery II der Führerbau, heute Hochschule für Musik und Theater, am Königsplatz, da diese im kriegszerstörten München verhältnismäßig intakt waren. Zudem boten die beiden Gebäude ausreichend Fläche für Lager, Stauräume, Arbeitszimmer und Bibliothek, verfügten über Heizung und konnten dem neuen Zweck entsprechend gesichert werden. Er wurde bereits zum Monatswechsel Mai/Juni 1945 eingerichtet und am 14. Juni 1945 offiziell bestätigt. Die Gebäude hatten bereits dem Kunstprogramm des Reiches gedient, waren kaum beschädigt und konnten aufgrund der kompakten Bauweise gut gesichert werden. Für die Instandsetzung wurde als erster deutscher Mitarbeiter der Münchner Architekt Dieter Sattler eingestellt, der die Arbeit künftig begleitete. Das Team setzte sich zusammen aus Kunsthistorikern aus den USA und Deutschland; die amerikanischen waren anfangs Armee-Angehörige, die zum Wehrdienst eingezogen und aufgrund ihrer Ausbildung zu dieser besonderen Verwendung abgestellt wurden. Später waren es Zivilangestellte der US-Militärregierung.
Ab August 1945 wurden hier aus den drei westlichen Zonen weitere Kunstwerke eingeliefert, zentral erfasst und registriert. Die Feststellung von Herkunft und Eigentumsverhältnissen war der Anfang der Provenienzforschung. Mit in diesen Bestand eingeflossen sind die Kunstwerke, die im Rahmen des Sonderauftrages Linz für das „Führermuseum“ vorgesehen waren und Werke aus der Sammlung Hermann Göring. 

### Leiter des CCP München
- 4. Juni 1945 – April 1946: Craig Hugh Smyth
- 23. März 1946 – 1. Juni 1946: Edgar Breitenbach (Zivilist, kommissarisch)
- 1. Juni 1946 – 20. November 1946: Frederick R. Pleasants (Zivilist)
- ab November 1946 war der Collecting Point MFA&A-Abteilung des OMGUS unterstellt, die Leitung hatte bis Sommer 1947 Captain Edwin C. Rae und bis September 1948 Herbert Stewart Leonhard (Zivilist).

## Innere und äußere Restitution

### Durch die Alliierten
Die Rückgabe erfolgte treuhänderisch an die Staaten, aus denen das Kulturgut geraubt worden war (äußere Restitution). Anschließend oblag es den jeweiligen Verwaltungen, die ursprünglichen Eigentümer aufzufinden oder über den weiteren Umgang mit der Restitution zu entscheiden.
Der weitaus größte Teil wurde an ausländische Eigentümer bzw. treuhänderisch ausländische Regierungen restituiert. Schon im August 1945 schickten die ersten Regierungen auf Einladung der Amerikaner Experten nach München, die die Werke sichteten und die Rückgabe vorbereiteten. Laut Abschlussbericht gingen 33.188 Inventarnummern, das können auch ganze Bibliotheksbestände sein, zuzüglich 58 Meter Archivgut an ausländische Empfänger. Führend war das besonders stark geplünderte Frankreich (15.706), es folgten die Niederlande (5008), die Sowjetunion (4875), Ungarn (1497), Polen (1106), Belgien und Luxemburg (398+2). Die Tschechoslowakei (322) und Jugoslawien (175) folgten in der zahlenmäßigen Bedeutung. Griechenland erhielt ein Kunstwerk zurück.
Eine besondere Stellung hatten Forderungen aus Italien und Österreich, da Italien als Achsenmacht Kriegsverbündeter des Reiches und Österreich ab 1938 Teil des Großdeutschen Reiches gewesen waren. Die US-Regierung in Washington erließ zur Frage der Rückgabe von Werken an diese beiden Staaten mehrfach höchst widersprüchliche Anweisungen, die in der Münchner Praxis nie vollständig befolgt wurden. Nach vielem Hin und Her erhielt Italien 263 Werke im Rahmen der regulären Restitution und 24 weitere als exceptional return ohne formale Anerkennung der Rechtslage. Österreich bekam 3058 Stücke restituiert und 14 auf außerordentlichem Weg.
Enteignete deutsche Einrichtungen und Privatpersonen konnten nach dem Militärregierungsgesetz Nr. 59 direkt beim Collecting Point die Rückgabe beantragen (innere Restitution). Eine Rückerstattung war nur möglich an Personen, die „aus Gründen der Rasse, Religion, Nationalität, Weltanschauung oder politischer Gegnerschaft gegen den Nationalsozialismus“ beraubt worden waren. Dieses Gesetz wurde weit ausgelegt und auch auf Emigranten angewendet, die bis zum Antrag eine neue Staatsangehörigkeit ihrer Gastländer erworben hatten.

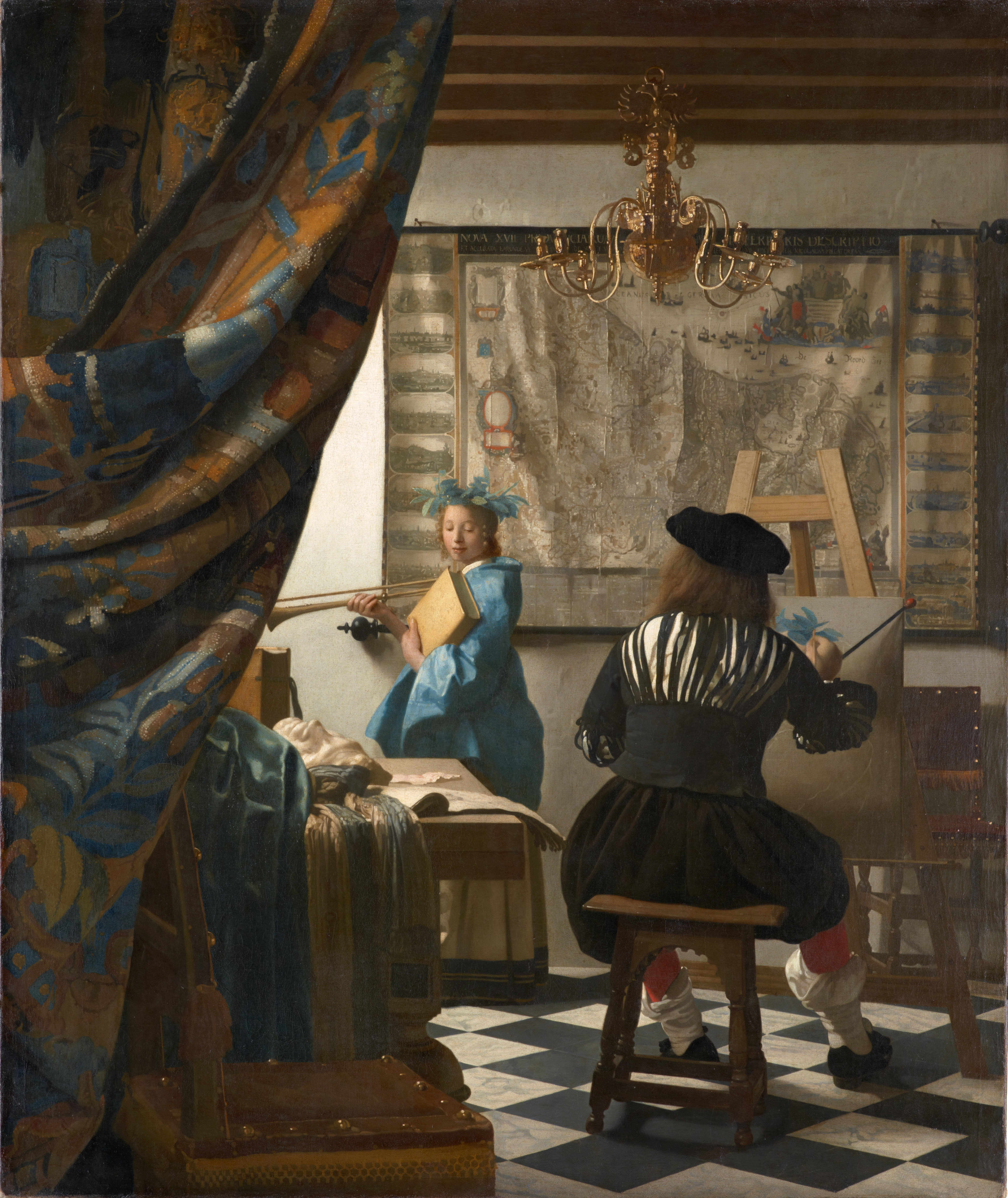
Jan Vermeer van Delft: Die Malkunst, um 1666

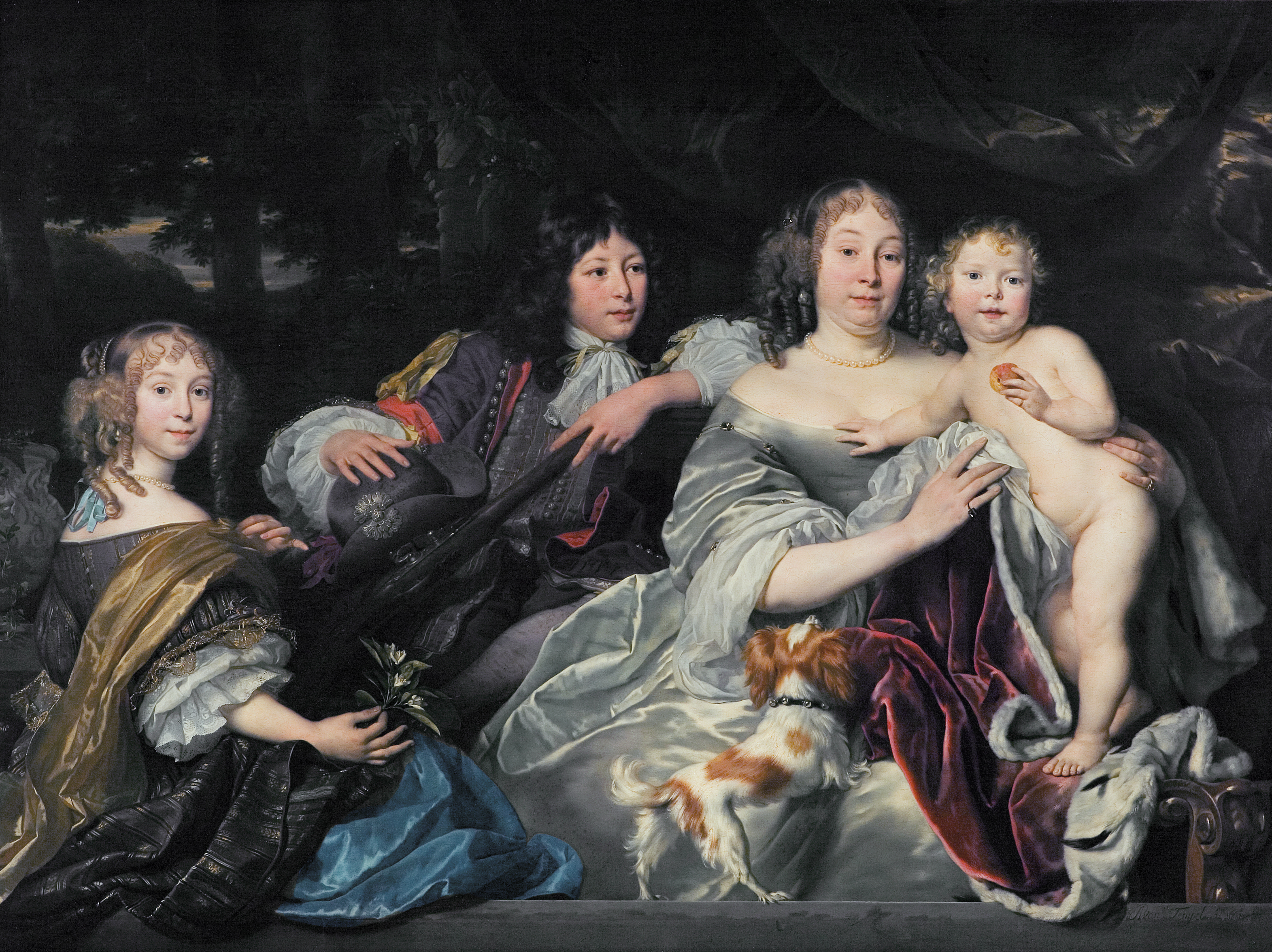
Abraham van den Tempel: Familienbildnis (Prinzessinnen aus dem Haus Oranien), um 1668

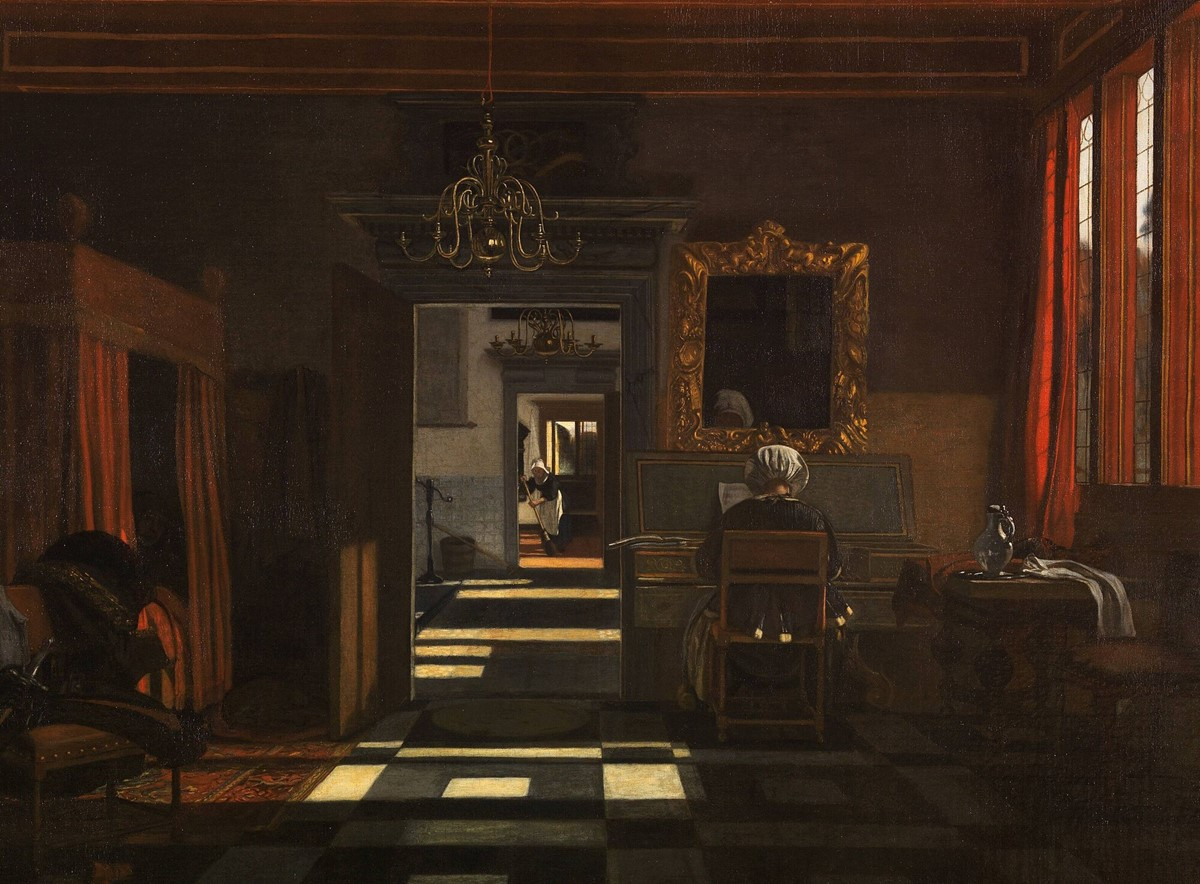
Emanuel de Witte: Interieur mit Frau am Klavier, um 1642

### Durch deutsche Stellen
Im September 1948 übergab die Militärregierung die Verwaltung an den bayerischen Ministerpräsidenten Hans Ehard, die Leitung übernahm das Kultusministerium.
Mit Beendigung der amerikanischen Militärregierung wurde im September 1949 die Verantwortlichkeit für Sicherstellung und Restitution der Raubkunst an die bundesdeutschen Behörden übergeben, die treuhänderische Verwaltung endete im Mai 1951. Bis dahin wurden 250.000 Kunstwerke nach ganz Europa zurückgeführt. Anschließend gingen die Restbestände von etwa 10.000 Stücken an die Oberfinanzdirektion München, die die Stücke bis 1998 im Münchner Hauptzollamt einlagerte. Bis 1962 konnte noch einmal rund die Hälfte der Werke an Berechtigte zurückgegeben werden. Anschließend wurden die Bestände zwischen dem Bund und den Ländern aufgeteilt. Stücke im Besitz von NS-Organisationen und Einzelpersonen gingen an das Land, in dem diese ihren Sitz hatten, die Sammlung Göring wurde zwischen dem Bund und Bayern aufgeteilt. Einzelne, wenig bedeutende Stücke daraus wurden zugunsten des Freistaats Bayern versteigert. Bei der Oberfinanzdirektion München verblieben bis 1998 noch etwa 3500 Inventarnummern, die an das Deutsche Historische Museum in Berlin übergeben, zu dessen Sammlung sie seitdem gehören. Es stellt geeignete Werke daraus Museen und Bundesbehörden als Leihgaben zur Verfügung.
Seit Februar 2020 ist die Kunstverwaltung des Bundes (KVdB) für den Restbestand des CCP zuständig.

### Beispielsfälle

#### Jan Vermeer van Delft: Die Malkunst
Die Malkunst wurde 1940 durch den Kunsthändler Hans Posse im Auftrag Adolf Hitlers für dessen Privatsammlung vom österreichischen Grafen Otto Czernin erworben. Gegen Ende des Krieges im Depot Bad Aussee gelagert, dort von amerikanischen Truppen sichergestellt, kam es 1945 in den Central Collecting Point nach München. Von dort aus wurde es an die österreichischen Behörden übergeben, seit 1946 ist es im Kunsthistorischen Museum Wien ausgestellt. Graf Czernin machte Rückgabeansprüche geltend, die nicht berücksichtigt wurden.

#### Abraham van den Tempel: Familienbildnis
Das Gemälde stammte aus der Sammlung Dr. Nicolaas Beets (1878–1963) in Amsterdam und wurde 1940 über das Auktionshaus Friedrich Muller an den Sonderauftrag Linz verkauft; 1945 im Central Collecting Point München eingeliefert, später nach Den Haag restituiert. Heute ist es als Leihgabe an das Fries Museum in Leeuwarden gegeben.

#### Emanuel de Witte: Interieur mit Frau am Klavier
Das Gemälde stammte aus der Sammlung Lanz in Amsterdam (Privatsammlung) und kam 1941 in die Sammlung Sonderauftrag Linz; 1945 wurde es zum Central Collecting Point nach München überführt und von dort zur Stichting Nederlands Kunstbezit nach Den Haag restituiert. Heute ist es ausgestellt im Museum Boijmans Van Beuningen in Rotterdam.